# Knollwood, Illinois
Knollwood är en så kallad census-designated place i Lake County i Illinois. Vid 2010 års folkräkning hade Knollwood 1 747 invånare.